# Albert Liljedahl
Tor Albert "Kyparen" Liljedahl, född 3 december 1902 i Göteborgs Haga församling, död 2 januari 1975 i Mölndal, var en svensk fotbollsspelare (anfallare) som representerade Gais i fotbollsallsvenskan 1924/1925. 
Liljedahl kom till klubben från IK Virgo inför säsongen 1924/1925, men spelade sammanlagt bara nio matcher i allsvenskan för klubben. På dessa matcher hann han emellertid med att göra sex mål innan han skadade sig i en match mot Hammarby IF den 12 oktober 1924 och tvingades sluta på grund av en meniskskada.